# Prix Uranie
Le Prix Uranie est une course hippique de trot attelé se déroulant fin octobre sur l'hippodrome de Vincennes (fin août ou début septembre avant 2022).
C'est une course de Groupe II réservée aux pouliches de 3 ans ayant gagné au moins 10 000 € (conditions en 2024).
Elle se court sur la distance de 2 175 mètres, départ volté. En 2023, l'allocation est de 120 000 €, dont 54 000 € pour le vainqueur.
L'épreuve est créée en septembre 1992 pour dédoubler le Prix Victor Régis, celui-ci devenant réservé aux mâles. Les deux courses sont, en 2022, disputées le même jour.
Un Prix Uranie avait été créé à l'entre-deux-guerres, couru à l'attelé sur l'hippodrome de Longchamp lors d'une nocturne festive annuelle,.

## Palmarès depuis la création en 1992
| Année | Vainqueur          | Père               | Driver               | Entraîneur              | Temps  |
| ----- | ------------------ | ------------------ | -------------------- | ----------------------- | ------ |
| 2024  | Liza Josselyn      | Ready Cash         | Jean-Michel Bazire   | Jean-Michel Bazire      | 1'10"7 |
| 2023  | Kana de Beylev     | Express Jet        | Benjamin Rochard     | William Bigeon          | 1'13"  |
| 2022  | Just Love You      | Love You           | Alexandre Abrivard   | Laurent-Claude Abrivard | 1'11"4 |
| 2021  | Ivensong           | Ready Cash         | David Thomain        | Philippe Allaire        | 1'12"  |
| 2020  | Hirondelle Sibey   | Gazouillis         | Éric Raffin          | Jean-Michel Baudouin    | 1'12"9 |
| 2019  | Gunilla d'Atout    | Ready Cash         | Éric Raffin          | Sébastien Guarato       | 1'12"2 |
| 2018  | Fly With Us        | Ready Cash         | Éric Raffin          | Philippe Allaire        | 1'12"9 |
| 2017  | Erminig d'Oliverie | Scipion du Goutier | Franck Nivard        | Franck Leblanc          | 1'14"9 |
| 2016  | Dawana             | Ready Cash         | Gabriele Gelormini   | Philippe Allaire        | 1'14"3 |
| 2015  | Calita Wood        | Goetmals Wood      | Jean-Pierre Dubois   | Yves Boireau            | 1'15"1 |
| 2014  | Biche des Clos     | Rolling d'Heripre  | Mathieu Mottier      | Dominique Mottier       | 1'15"1 |
| 2013  | Axelle Dark        | Ready Cash         | Jos Verbeeck         | Philippe Allaire        | 1'14"7 |
| 2012  | Valse Darling      | Prodigious         | Julien Dubois        | Philippe Moulin         | 1'15"1 |
| 2011  | Une de Bertrange   | Fortuna Fant       | Jean-Michel Bazire   | Jean-Michel Bazire      | 1'14"5 |
| 2010  | Tolérance          | Insert Gédé        | Thierry Duvaldestin  | Thierry Duvaldestin     | 1'15"  |
| 2009  | Sanawa             | Jeanbat du Vivier  | Jos Verbeeck         | Philippe Allaire        | 1'15"3 |
| 2008  | Return Money       | Corot              | Thierry Duvaldestin  | Thierry Duvaldestin     | 1'16"1 |
| 2007  | Qualita Bourbon    | Love You           | Jean-Pierre Dubois   | Jean-Pierre Dubois      | 1'15"7 |
| 2006  | Pearl Queen        | Carpe Diem         | Thierry Duvaldestin  | Thierry Duvaldestin     | 1'14"9 |
| 2005  | Otica Starlett     | Esotico Star       | Frédéric Prat        | Frédéric Prat           | 1'16"  |
| 2004  | Nina Madrik        | In Love With You   | Pierre Levesque      | Fabrice Souloy          | 1'16"7 |
| 2003  | Miss Wood          | Goetmals Wood      | Jean-Michel Bazire   | Michel Donio            | 1'16"3 |
| 2002  | Leda d'Occagnes    | Cygnus d'Odyssee   | Wilhelm Paal         | Pierre-Désiré Allaire   | 1'17"1 |
| 2001  | Kidacra            | Qualmont du Vivier | Alain Laurent        | Alain Laurent           | 1'15"6 |
| 2000  | Jorade du Fruitier | Caballio In Blue   | Michel Lenoir        | Jacques Bruneau         | 1'18"  |
| 1999  | Iatka Bocain       | Renoso             | Étienne Lecot        | Jean-François Yver      | 1'17"  |
| 1998  | Hernanda           | Passionnant        | Vincent Viel         | Jean-Pierre Viel        | 1'16"7 |
| 1997  | Gina des Jacquots  | Bon Conseil        | Jean-Pierre Viel     | Jean-Pierre Viel        | 1'16"8 |
| 1996  | Floda Josselyn     | Workaholic         | Jean-Michel Bazire   | L.Goncalves-Fernandes   | 1'16"9 |
| 1995  | Eyra de Bellouet   | Viking's Way       | Patrice Lebouteiller | Patrice Lebouteiller    | 1'17"5 |
| 1994  | Déa Josselyn       | Armbro Goal        | Jean-Étienne Dubois  | Jean-Étienne Dubois     | 1'18"7 |
| 1993  | Concertina         | Rainbow Runner     | Jean-Étienne Dubois  | Jean-Étienne Dubois     | 1'18"7 |
| 1992  | Bauxite Bocain     | Granit             | Étienne Lecot        | Jean-François Yver      | 1'18"  |

## Sources
- Pour les conditions de course et le palmarès : site de la SETF